# Gynanisa daula
Gynanisa daula är en fjärilsart som beskrevs av Willie Horace Thomas Tams 1930. Gynanisa daula ingår i släktet Gynanisa och familjen påfågelsspinnare. Inga underarter finns listade i Catalogue of Life.